# Jim Ratcliffe
Sir James Arthur Ratcliffe (født 18. oktober 1952) er en britisk milliardær og kemiingeniør. I 1998 grundlagde han kemikalieproducenten INEOS. I 2019 var han Storbritanniens rigeste person.
I august 2019 overtog INEOS og Ratcliffe ejerskabet af den franske fodboldklub OGC Nice.